# Wu Jiani
Wu Jiani (kinesiska: 吳 佳妮), född den 23 april 1966, är en kinesisk gymnast.
Hon tog OS-brons i lagmångkampen i samband med de olympiska gymnastiktävlingarna 1984 i Los Angeles.